# Косіха
Косі́ха (рос. Косиха) — село, центр Косіхинського району Алтайського краю, Росія. Адміністративний центр Косіхинської сільської ради.

## Населення
Населення — 5229 осіб (2010; 5656 у 2002).
Національний склад (станом на 2002 рік):
- росіяни — 93 %

## Персоналії
- Рождественський Роберт Іванович (1932—1994) — російський поет.